# عبد العزيز بن قيس
عبد العزيز بن قيس العبدي البَصْرِيّ، تابعي، وأحد رواة الحديث النبوي، من أهل البصرة. والد سكين بن عبد العزيز بن أبي الفرات.

## روايته للحديث النبوي
- روى عن: أنس بن مالك، وعبد الله بن عباس، وعبد الله بن عمر بن الخطاب.
- روى عنه: حسن أبو خالد، وابنه سكين بن عبد العزيز، والمثنى بن دينار القطان الأحمر.[1]
- الجرح والتعديل: ذكره ابن حبان في كتاب الثقات، قال أبو حاتم الرازي: «مجهول.»، روى له محمد بن إسماعيل البخاري في كتاب «القراءة خلف الإمام» وفي الأدب المفرد.[1]